# 코로르
코로르(영어: Koror)는 팔라우 공화국의 상업 중심지로 코로르 주의 주도이다.
인구는 11,444명(2015년 기준)으로 나라 전체의 약 70%를 차지한다. 2006년 10월 7일 응게룰무드으로 이전될 때까지 팔라우의 수도였다. 관광업이 이 지역의 가장 주요한 산업이다. 국제공항이 있는 아이라이 주와는 다리로 연결되어 있다.

## 갤러리

일본 점령 시기의 코로르
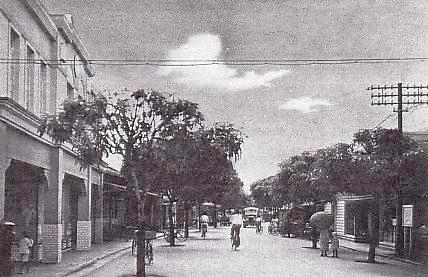
코로르 섬의 해안선
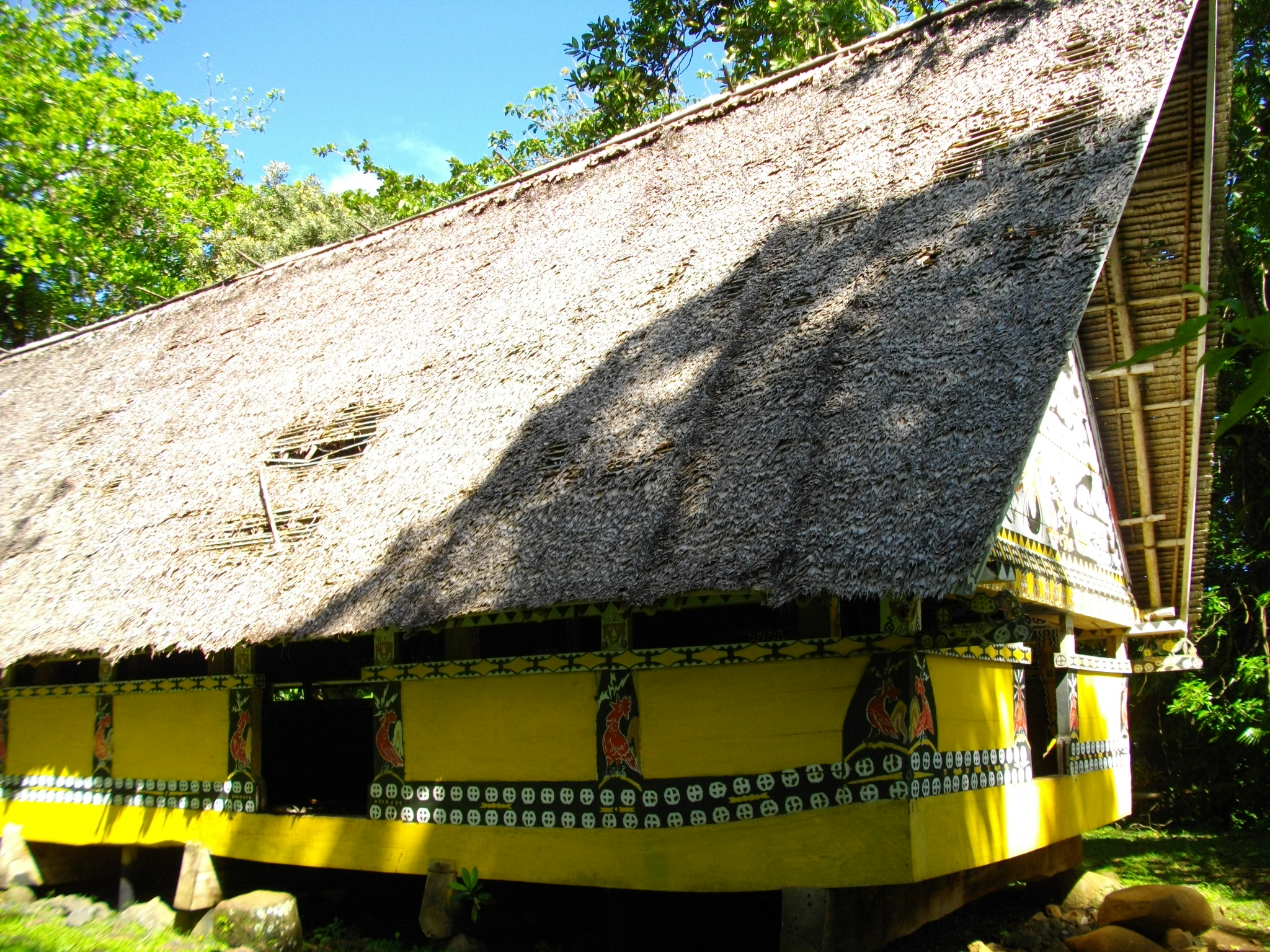
벨라우 국립박물관
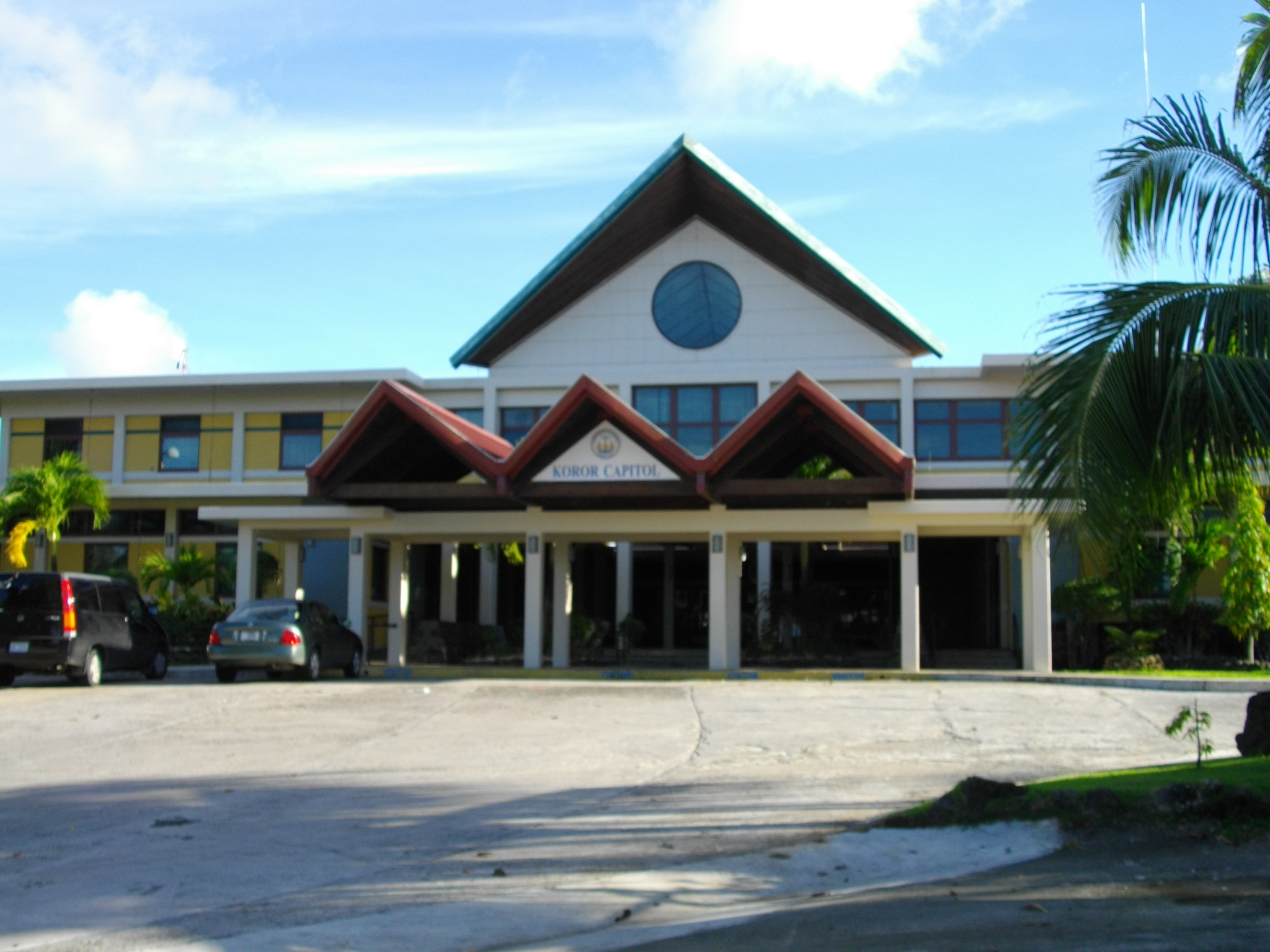
코로르 주 정부청사
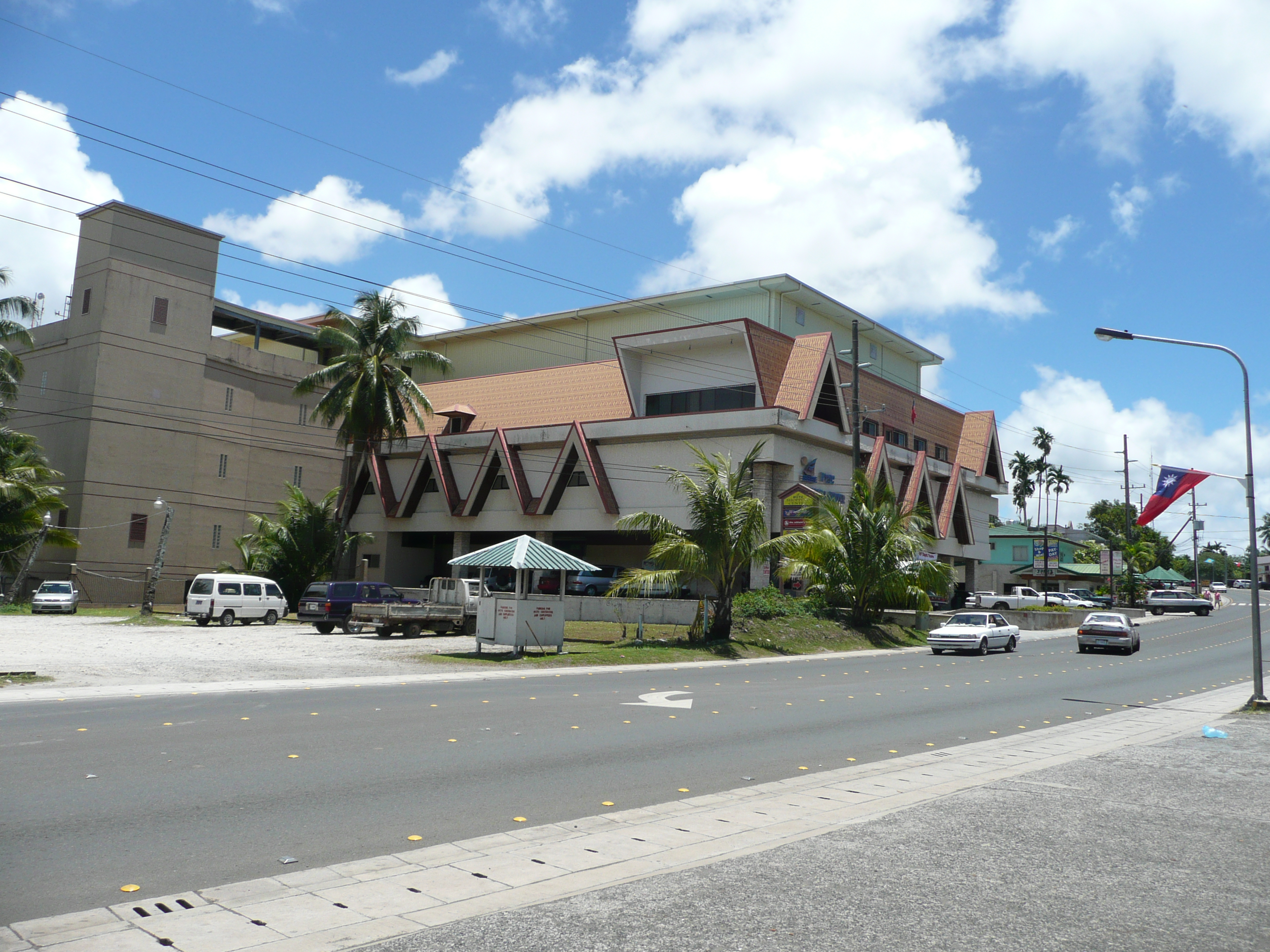
WCTC 쇼핑 센터
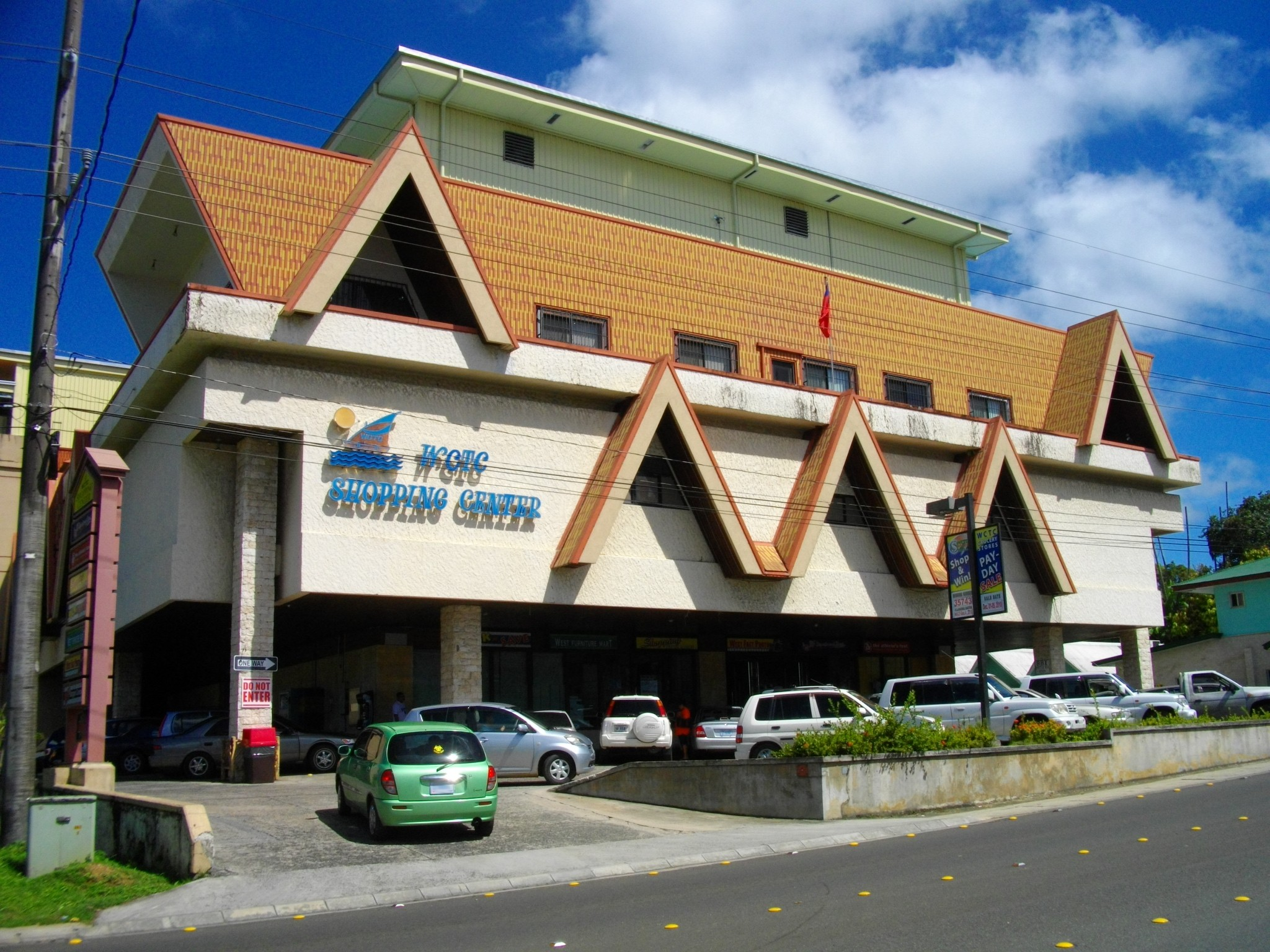
WCTC 쇼핑 센터
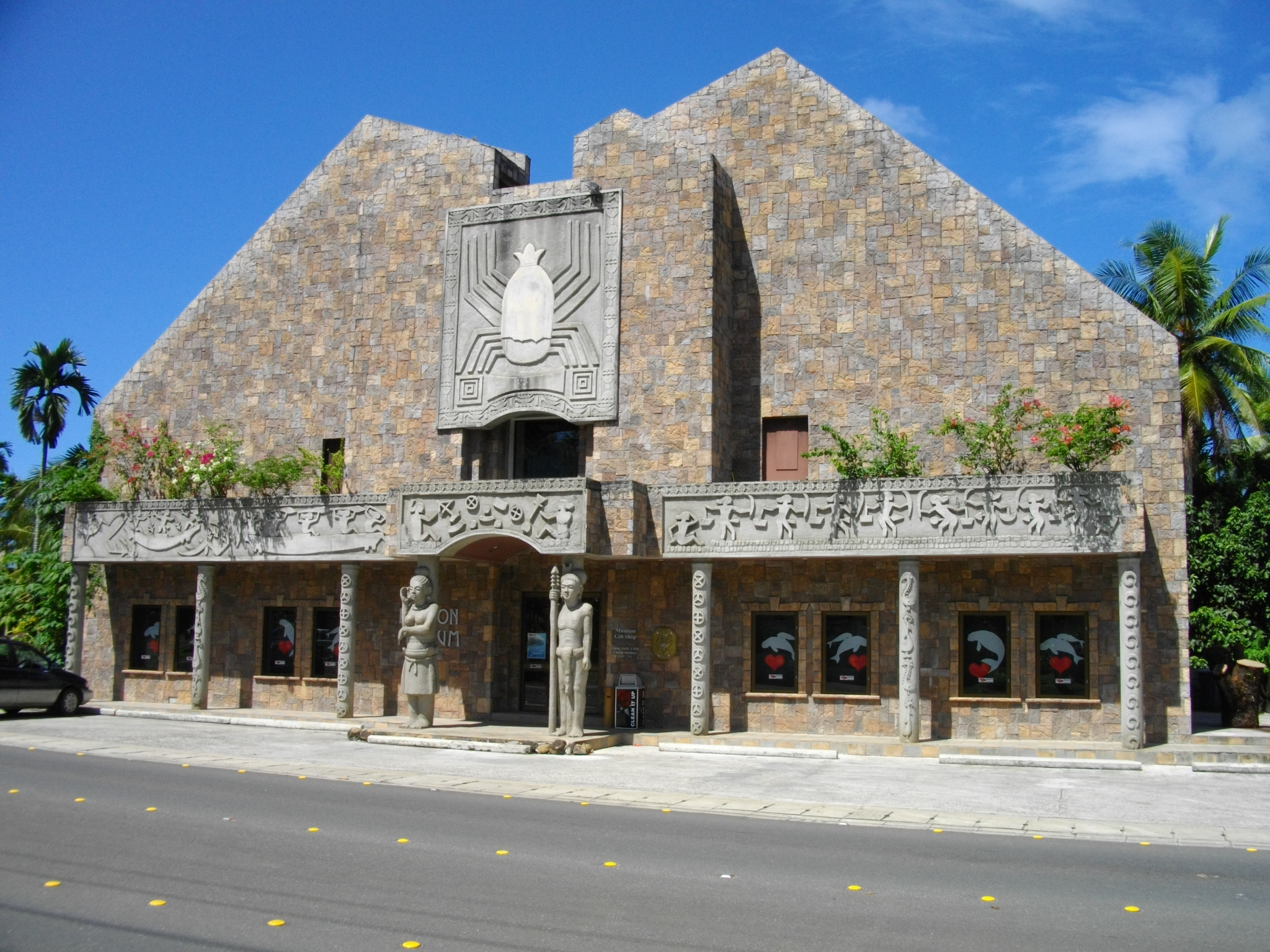
에트피손 박물관

## 자매 도시
- 인도네시아 마나도[출처 필요]
- 필리핀 앙헬레스[1]
- 필리핀 다바오[2]
- 미국 길로이 (캘리포니아주)[3]

1. ↑  “Angeles, Davao mayors ink sisterhood pact”. 《sunstar.com.ph》. SunStar Philippines. 2015년 2월 24일. 2020년 10월 16일에 확인함.
2. ↑  “City eyes sisterhood pact with town in Bulacan”. 《mindanews.com》. Mindanao Times. 2020년 2월 13일. 2020년 10월 18일에 원본 문서에서 보존된 문서. 2020년 10월 16일에 확인함.
3. ↑  “Koror”. 《gilroysistercities.org》. Gilroy Sister Cities Association. 2020년 9월 17일에 확인함.